# Trattinnickia peruviana
Trattinnickia peruviana är en tvåhjärtbladig växtart som beskrevs av Ludwig Eduard Loesener. Trattinnickia peruviana ingår i släktet Trattinnickia och familjen Burseraceae. Inga underarter finns listade i Catalogue of Life.